# 정열의 미로
정열의 미로(Labyrinth Of Passion)는 스페인에서 제작된 페드로 알모도바르 감독의 1982년 코미디 영화이다. 세실라 로스 등이 주연으로 출연하였고 페드로 알모도바르 등이 제작에 참여하였다.

## 출연

### 주연
- 세실라 로스
- 이마놀 아리아스

### 조연
- 헬가 라인
- 마르타 페르난데즈 무로
- 페르난도 비반코
- 오펠리아 안젤리카
- 엔젤 알카자
- 콘차 그레고리
- 크리스티나 산체즈 파스쿠알
- 파비오 맥나마라
- 안토니오 반데라스
- 루이스 시제스
- 어구스틴 알모도바르
- 마리아 엘레나 플로리스
- 포크
- 하비에르 페레즈 그루에소
- 에바 시바
- 찰리 브라보
- 지저스 크라시오
- 루프 바라도
- 페드로 알모도바르
- 카를로스 가르시아
- 파블로 페레즈 민구에즈

## 제작진
- 미술: 페드로 알모도바르
- 미술: 안드레스 산타나